# Willard Motley
Willard Francis Motley (14. juli 1909 i Chicago – 4. marts 1965 i Cuernavaca, Mexico) var en amerikansk forfatter, journalist og essayist.
Herhjemme er han særligt kendt for romanen Knock on any Door 1947, der udkom på dansk i 1948 under titlen Lev stærkt - dø ung. 1948
1. ↑  Navnet er anført på engelsk og stammer fra Wikidata hvor navnet endnu ikke findes på dansk.